# Radosław Szwedek
Radosław Maciej Szwedek – polski matematyk, doktor habilitowany nauk ścisłych i przyrodniczych, profesor Uniwersytetu im. Adama Mickiewicza w Poznaniu, specjalista od analizy funkcjonalnej.

## Kariera naukowa
W 2006 roku na Wydziale Matematyki i Informatyki Uniwersytetu im. Adama Mickiewicza w Poznaniu uzyskał stopień doktora nauk matematycznych w zakresie matematyki na podstawie rozprawy pt. Interpolacja operatorów i miar niezwartości, której promotorem był prof. Mieczysław Mastyło. W tym samym roku został zatrudniony na tejże uczelni, a w 2021 roku uzyskał na niej stopień doktora habilitowanego nauk ścisłych i przyrodniczych w dyscyplinie matematyki na podstawie pracy pt. Metryczna entropia, wielkości aproksymacyjne, widma operatorów oraz interpolacja pomiędzy przestrzeniami Banacha.